# 2023年臺南市登革熱疫情
2023年臺南市登革熱疫情為2023年於臺灣臺南市所爆發的登革熱疫情，是繼 2015 年以來登革熱疫情的高峰，最終達到年度超過 2萬人確診，全臺死亡病例44人，臺南市佔32人。
本土首例最初於6月4日出現在仁德區二空，而後擴散到臺南市其它行政區。

## 過程

### 出現首例患者（6月4日）
2023年臺南市入夏後的登革熱的疫情始自6月，仁德區成功里一名婦人於6月4日出現症狀，經二度就醫於12日確診為登革熱第一型。經查，成功里的誘卵桶指數偏高，知名景點二空樹屋因附近出現孳生源而於17日緊急拆除。

### 多地同時浮現新增病例（6月下旬）
臺南市政府工務局在端午節前，前往東區新都心段、仁德區二空段稽查建案工地，查獲多處陽性積水容器孳生源。
6月16日，蔓延至永康區大橋里。6月20日，全市累計21例，蔓延至善化區座駕里。6月27日，累計增長至58例，一週內再新增北區、安南區。

### 臺南市成立疫情指揮中心（7月5日）
7月5日，臺南市本土病例累計190例，疫情嚴峻，黃偉哲市府於當日開設一級指揮中心。公布的疫情蔓延仁德、永康、東區、善化、北區、安南、南區等7個行政區，其中以仁德112例及東區60例較為嚴重。

### 出現死亡病例
7月21日，臺南市出現首例死亡個案。一名婦人16日發燒，於18日入院治療，21日死亡。
7月24日，颱風杜蘇芮通過臺灣海峽，外圍環流影響臺灣南部，25日降雨產生積水，有利於病媒蚊孳生。
8月6日，全臺本土病例已達1,031例，為近10年以來同期最高。截至8月31日，台南市的病例突破3000例。
9月28日，臺南市突破1萬例，全國個案數也達到1.15萬例。
11月17日，臺南市確診病例已經達到 20,499人。

## 另見
- 2015年臺南市登革熱疫情

## 外部連結
- 臺南市政府登革熱防治中心 （页面存档备份，存于）
- 臺南市政府衛生局 登革熱防治專區 （页面存档备份，存于）